# Rottenbuch
Rottenbuch è un comune tedesco di 1 799 abitanti, situato nel land della Baviera.

## Da ammirare
- Il monastero dei  Canonici regolari di Sant'Agostino, fondato nel 1073 dal duca Guelfo I di Baviera e secolarizzato nel 1803
- La chiesa conventuale della Natività di Maria; originariamente eretta in stile romanico, venne ricostruita a nuovo tra il 1468 e il 1480. All'interno, opere di Joseph Schmuzer e del figlio Francesco-Saverio in stile rococò, affreschi del soffitto di Matthäus Günther ed un altar maggiore e pulpito dell'organo di Franz Xaver Schmädl. L'organo, risalente al 1750, fu rinnovato nel 1962. Sull'altare nord un dipinto raffigurante Maria di Erasmus Grasser, risalente al 1493.